# Start Without You
Start Without You – singel brytyjskiej piosenkarki pop/R&B Alexandry Burke. Jest to piąty singel z debiutanckiego albumu "Overcome". Autorami tekstu są Nadir Khayat, Savan Kotecha, Julian Bunetta, Kristian Lundin, natomiast produkcją singla zajął się RedOne. W Wielkiej Brytanii singel został wydany 5 września 2010 w formacie digital download, a następnego dnia na fizycznym nośniku. Singiel dotarł na UK Singles Chart do miejsca 1.. Utwór jest wykonywany wraz z jamajskim raperem Lazą Morganem.

## Format wydania
UK CD single
1. "Start Without You" – 3:33
2. "Start Without You" (StoneBridge Club Mix)  – 7:04

UK & AUS Digital EP
1. "Start Without You" – 3:33
2. "Start Without You" (Stonebridge Club Mix)  – 7:04
3. "Start Without You" (Stonebridge Smokin Dub')  – 6:11

## Notowania
| Lista                                         | Najwyższa pozycja |
| --------------------------------------------- | ----------------- |
| Ultratip Flandria (Belgia)                    | 10                |
| IFPI (Czechy                                  | 61                |
| European Hot 100 Singles                      | 7                 |
| Irish Singles Chart (Irlandia)                | 5                 |
| Dutch Top 40 (Holandia)                       | 77                |
| The Official Charts Company (Szkocja)         | 1                 |
| IFPI (Słowacja)                               | 62                |
| The Official Charts Company (Wielka Brytania) | 1                 |